# 스코티노스파이라속
스코티노스파이라속(Scotinosphaera)은 알파 분류학에서, 녹조식물문 갈파래강에 속하는 조류 속의 하나이다. 스코티노스파이라목의 유일 과 스코티노스파이라과에 속하며 현재 8종을 포함하고 있다.

## 하위 종
| - S. antarctica - S. appendiculata - S. austriaca - S. gibberosa | - S. grandis - S. lemnae - S. paradoxa - S. willei |